# مونیکا ارتل
مونیکا ارتل (انگلیسی: Monika Ertl; ۷ اوت ۱۹۳۷ – ۱۲ مهٔ ۱۹۷۳) دختر فیلمبردار هانس اورتل، عضو جنبش زیرزمینی مسلحانه در بولیوی و اهل آلمان بود.

## زندگی‌نامه
مونیکا ارتل در ۷ اوت ۱۹۳۷ در مونیخ متولد شد. پس از جنگ جهانی دوم، پدرش به بولیوی مهاجرت کرد و مدتی به کار فیلم‌برداری ادامه داد و سپس شغل کشاورزی را انتخاب کرد. در آن زمان مونیکا نوجوان بود. مونیکا در ۱۹۵۲ به همراه خانواده اش از آلمان به بولیوی رفت. او در بولیوی با پدرش در چندین فیلمبرداری همکاری کرد و شیوه به‌کارگیری دوربین فیلمبرداری و سلاح گرم را آموخت. مونیکا در سال ۱۹۵۸ با یک مهندس معدن بولیویایی - آلمانی ازدواج کرد و همراه وی به نزدیکی محل اقامت کارگران معادن مس به شمال شیلی رفت وی مدتی بعد از او طلاق گرفت.
مونیکا در بولیوی با جوانانی آشنا شد که با دیدگاه‌های چپ خواهان آزادی کشورشان از سرکوب نظامیان بودند. در همان سالها او به این جوانان نزدیکتر شد و این نزدیکی دیدگاه‌های سیاسی او را رادیکال تر کرد.

## پیوستن به جنبش چریکی و انتقام خون چه گوارا
در دهه شصت با ورود چه گوارا به بولیوی، مونیکا به این جنبش نزدیک شد. وی پس از کمک‌های جزئی به جنبش چه گوارا و جنبش چریکی که زیر زمینی شده بود پیوست و مدتی بعد یک عضو فعال ارتش آزادیبخش بولیوی شده بود.
پس از کشته شدن چه گوارا در نهم اکتبر ۱۹۶۷، سرهنگ روبرتو کینتانیا پرز به منفورترین و تحت تعقیب‌ترین فرد توسط انقلابیون تبدیل شد. چهار سال بعد در آوریل سال ۱۹۷۱ در حالی که کینتانیا روبرتو به عنوان کنسول بولیوی در هامبورگ خدمت می‌کرد در دفتر کارش با مونیکا روبرو شد. گفته می‌شود مونیکا با شلیک چند تیر انتقام چه گوارا را از قاتل او گرفت.
در هامبورگ آلمان، مونیکا به دلیل اتهام به قتل سرهنگ روبرتو کینتانیا به‌عنوان قاتل او شناخته شد. هرچند این هرگز به‌طور کامل اثبات نشد ولی پس از این واقعه مونیکا به یکی از فعالان خطرناک تبدیل شد و توسط دولت بولیوی و مقامات بین‌المللی تحت تعقیب قرار گرفت.
اسوالدو چاتو پره دو Osvaldo "Chato" Peredo رهبر پیشین ارتش آزادیبخش ملی بولیوی، در مصاحبه ای که در سال ۱۹۸۸ توسط کارگردان آلمانی کریستین بودیسین فیلمبرداری شده تأیید کرد که سرهنگ روبرتو کینتانیا هدف اصلی آنها بود، زیرا او دستور داده بود تا دستهای چه گوارا را قطع کنند و برای شناسایی بیشتر به لا پاز فرستاده شود. او همچنین می‌گوید ارتل پس از انجام مأموریت در هامبورگ به کوبا بازگشت و با رژی دبره ملاقات کرد.
به گفته رژی دبره، مونیکا ارتل همچنین آماده ربودن کلاوس باربی رئیس سابق گشتاپوی لیون بود تا او را به شیلی و سپس به فرانسه ببرد و در دادگاه جنایتکاران نازی به عدالت بسپارد. در آن زمان کلاوس باربی به عنوان مشاور پلیس مخفی بولیوی شناخته می‌شد.
معروف است این جمله از آن مونیکا است: «نه می‌بخشیم و نه فراموش می‌کنیم.»

## دستگیری و کشته‌شدن
در ۱۲ مه ۱۹۷۳ درحالی‌که مونیکا ارتل در حال تجدید سازماندهی ارتش آزادیبخش ملی بولیوی در شهر ال آلتو واقع در استان لاپاز بود پس از چندین روز تعقیب مخفیانه، او و چند چریک دیگر، توسط نیروهای امنیتی بولیوی دستگیر و کشته شد.
مونیکا ارتل پس از کشته‌شدن به خانواده‌اش تحویل داده نشد تا به خاک سپرده شود. جسد او هرگز پیدا نشد و در گوری نامعلوم آرمیده است. در ورودی یکی از گورستان‌های لاپاز لوحی آویزان است که بر آن نوشته شده است: «مونیکا ارتل در اینجا آرمیده است».